# دوجنا
دوجنا ( (بالسلوفينية: Dunja)‏؛ Friulian كوموني (بلدة) في مقاطعة أوديني في منطقة فريولي فينيتسيا جوليا الإيطالية، وتقع على بعد حوالي 100 كيلومتر (62 ميل) شمال غرب ترييستي وحوالي 45 كيلومتر (28 ميل) شمال أوديني. اعتبارًا من 31 December 2004،يبلغ عدد سكانها 235 وتبلغ مساحتها 70.0 كيلومتر مربع (27.0 ميل2).
تقع بلدية دوجنا على حدود البلديات التالية:Chiusaforte وMalborghetto Valbruna وMoggio Udinese وPontebba.

## روابط خارجية
- www.comune.dogna.ud.it/